# گیدو ماریلونگو
گیدو ماریلونگو (انگلیسی: Guido Marilungo؛ زادهٔ ۹ اوت ۱۹۸۹) بازیکن فوتبال اهل ایتالیا است.
از باشگاه‌هایی که در آن بازی کرده‌است می‌توان به باشگاه فوتبال اسپتزیا، باشگاه فوتبال لچه، باشگاه فوتبال ویرتوس لانچانو، باشگاه فوتبال سمپدوریا، باشگاه فوتبال چزنا، باشگاه فوتبال آتالانتا، و باشگاه فوتبال امپولی اشاره کرد.
وی همچنین در تیم‌های ملی فوتبال زیر ۲۰ سال ایتالیا و زیر ۲۱ سال ایتالیا بازی کرده‌است.